# 木村なつみ
木村 なつみ（きむら なつみ、1999年8月17日 - ）は、日本のインスタグラマー、プロデューサー、アクセサリークリエイター、女優。東京都出身。

## 経歴
プロデューサー兼モデルとして活動中。
アパレルブランド「Last SAMPLE」のディレクター兼デザイナーを務めながら、YouTubeやInstagramで情報発信を行なっている。
その他にも、2018年に誕生した東京発のストリートブランド「WINDANDSEA(ウィンダンシー)」や、国産の素晴らしい茶葉があまり知られていないということに気づき、より多くの方に知ってもらい、ちょっと幸せになってもらえればと想いから名付けられたFAR EAST TEA COMPANY SHIBUYAとのコラボ商品『ほうじ茶ミルクティー』、香りと共存するライフスタイルの在り方や楽しみ方を積極的に発信するブランド「SHOLAYERED（ショーレイヤード）」とコラボレーションしたアイテムなど、数々のプロジェクトでプロデューサーを務めている。
趣味のカメラ領域でのイメージも強まり、写ルンです特別企画 ではイメージモデルに抜擢。カルチャー匂いがするZ世代の代表格として10代に絶大な人気を誇り、セブンティーン 2018年9月号JK調査企画での読者5,000人のアンケートでインスタグラムで注目する人カテゴリにてランキング1位に選出された。
株式会社買えるAbemaTV社と株式会社3ミニッツとが協業したプロデュースブランド「mewen（ミューエン）」のコラボ第1弾でプロデューサーとして参画。本当に着たいと思える全身コーディネートをプロデュースした。

## 人物
趣味は読書、ディズニー、フィルムカメラ、旅行、ほうじ茶など。アクセサリーブランド「フリョウヒン」のプロデューサー兼クリエイターとして活動している。お店を探していても自分が好きだと感じるアクセサリーがなかなか見つからなかったので、1個試しに作ってみたところ周囲からの評判が良く、フリョウヒンを販売することに決めたそう。スマホゲームをすることも趣味としており、最近はまっているゲームはコール オブ デューティー モバイル。

## 出演

### 広告
- 振袖TEENS[10](アンバサダーモデル)
- 平成が終わルンです[6](イメージモデル)
- Vaundyグッズモデル[11]（2020年5月）
- Vaundyグッズモデル（2020年10月）

### 雑誌
- SEVENTEEN (集英社）2018年2・8・9月号
- bis（光文社）2018年9月号
- vivi（講談社）2018年12月号
- NYLON JAPAN（カエルム）2020年7月号

### ラジオ
- TOKYO Creators Radio（渋谷クロスFM、第三日曜日14:00〜14:50）メインパーソナリティ[12]

### 舞台
- ナナカケイチ（2018年、演出：萩原成哉）木村なつみ 役[13]
- 二酸化炭素 (2019年3月)
- 吼える[14] (2019年5月)

### SNSドラマ
- 僕なら、泣かせたりしない（2019年2月 - 、Twitter）亜由美 役[15]